# Rafinesquia neomexicana
Rafinesquia neomexicana es una especie de planta herbácea perteneciente a la familia de las asteráceas. Es originaria de Norteamérica.

## Descripción
Las plantas son de color gris-verde con follaje ralo y tienen entre 15 y 50 cm de altura. Las hojas basales son de 5 a 20 cm de largo y pinnadas con lóbulos estrechos, mientras que las hojas de la parte superior son más pequeñas. Los capítulos de color blanco aparecen al final de los tallos entre mayo y junio en las especies nativas.

## Distribución y hábitat
En Estados Unidos la especie se encuentra en California, Nevada, Utah, Arizona, Nuevo México y Texas. Se presenta en los estados mexicanos de Baja California y Sonora.

## Galería

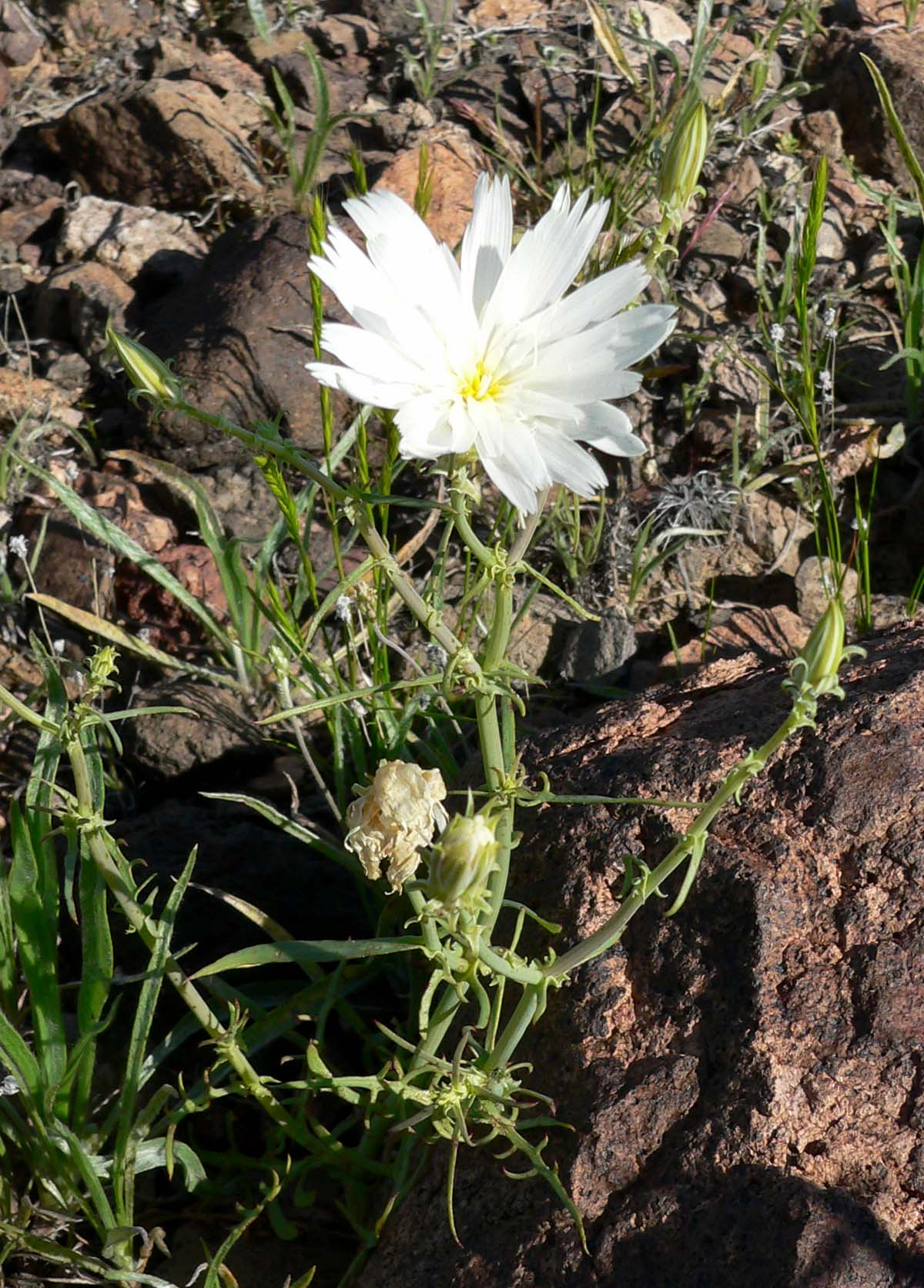
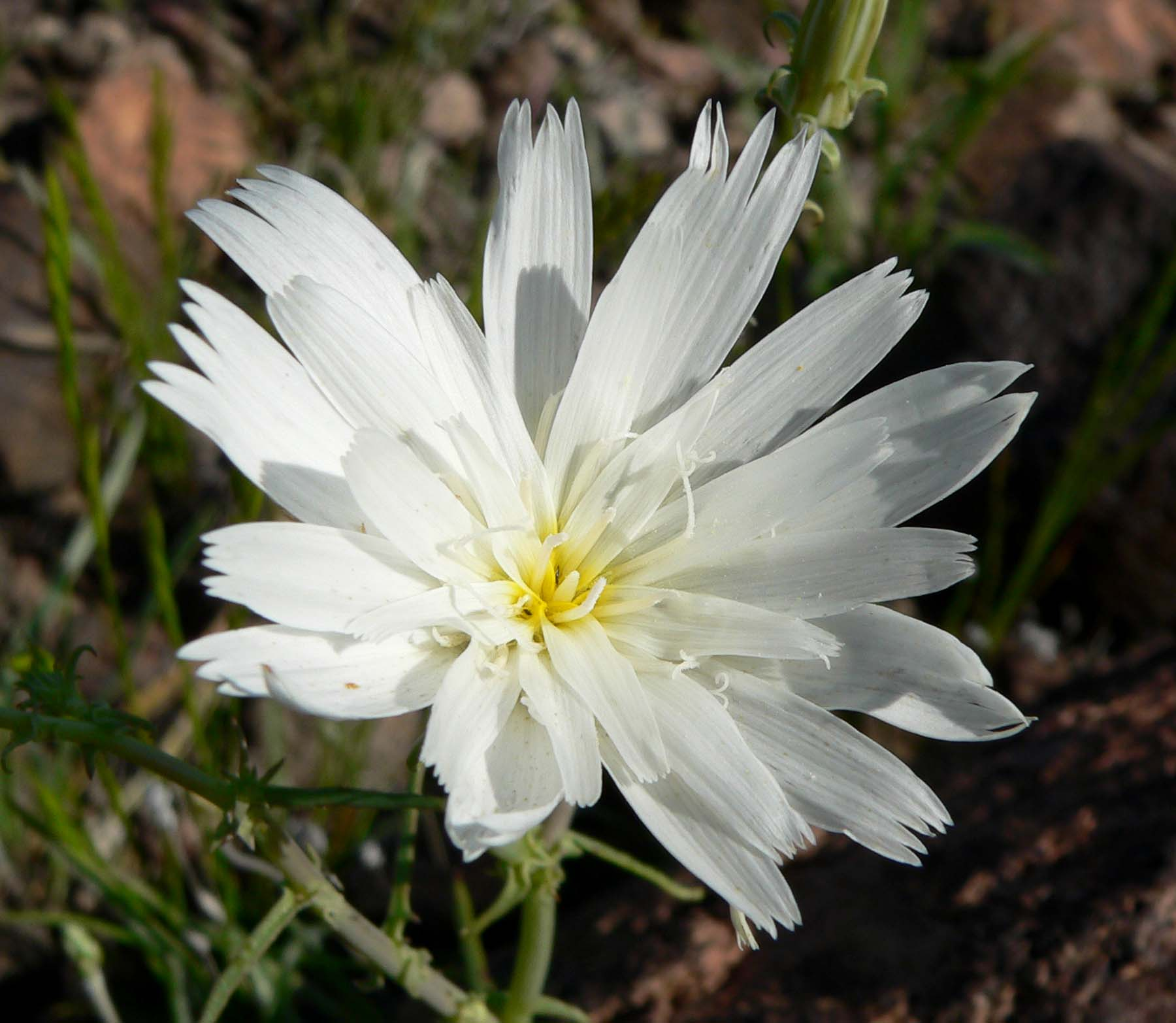
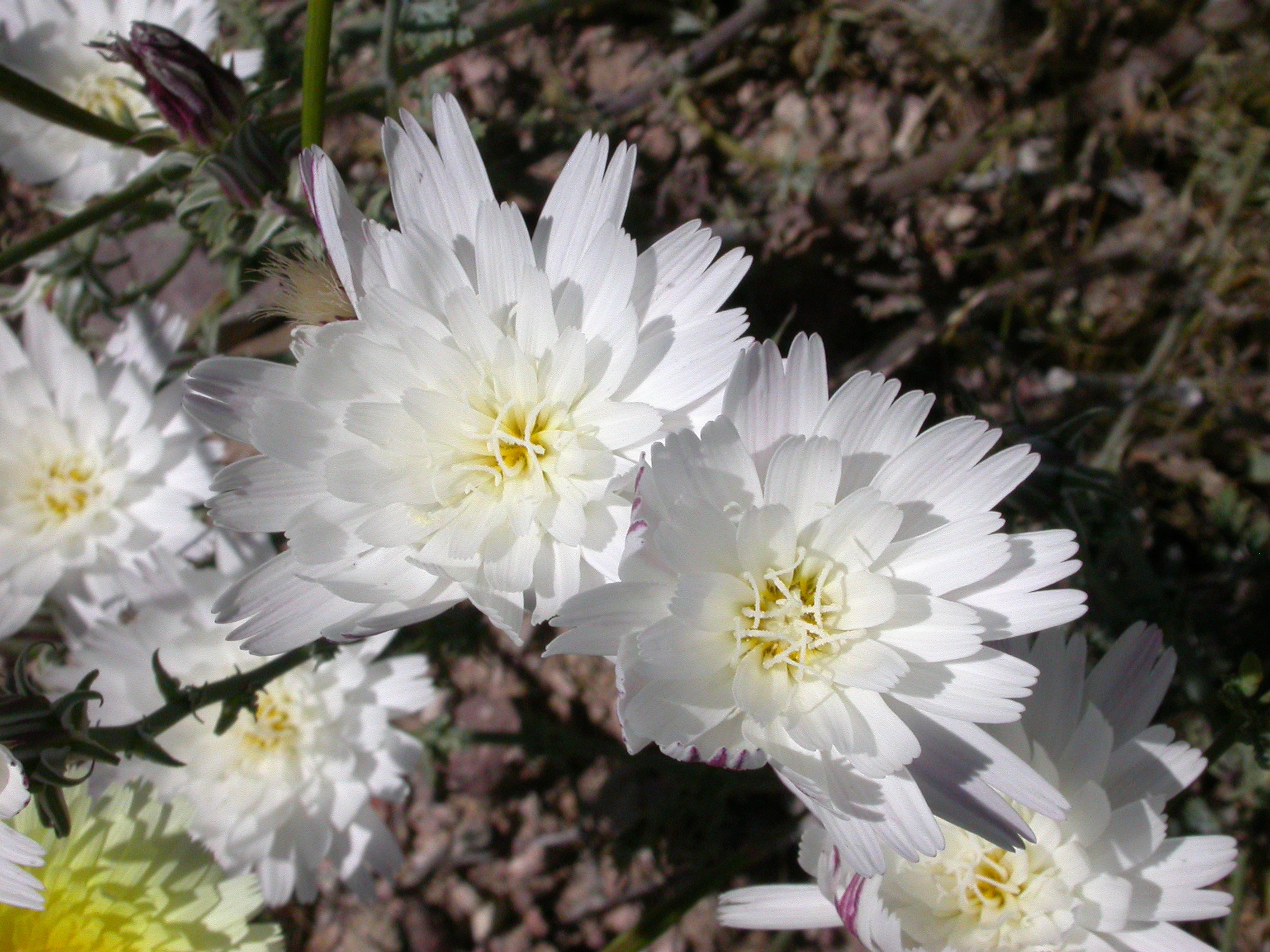

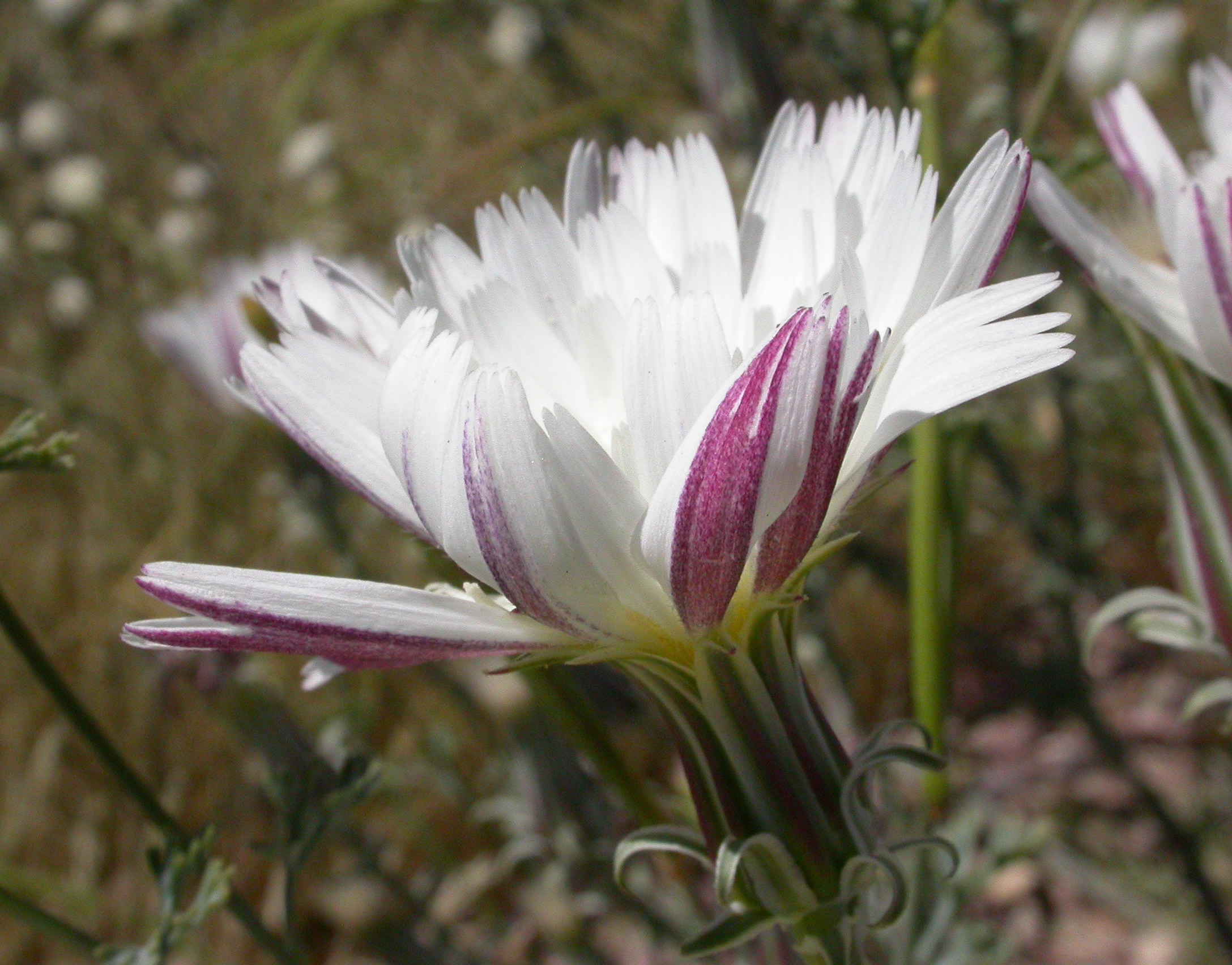
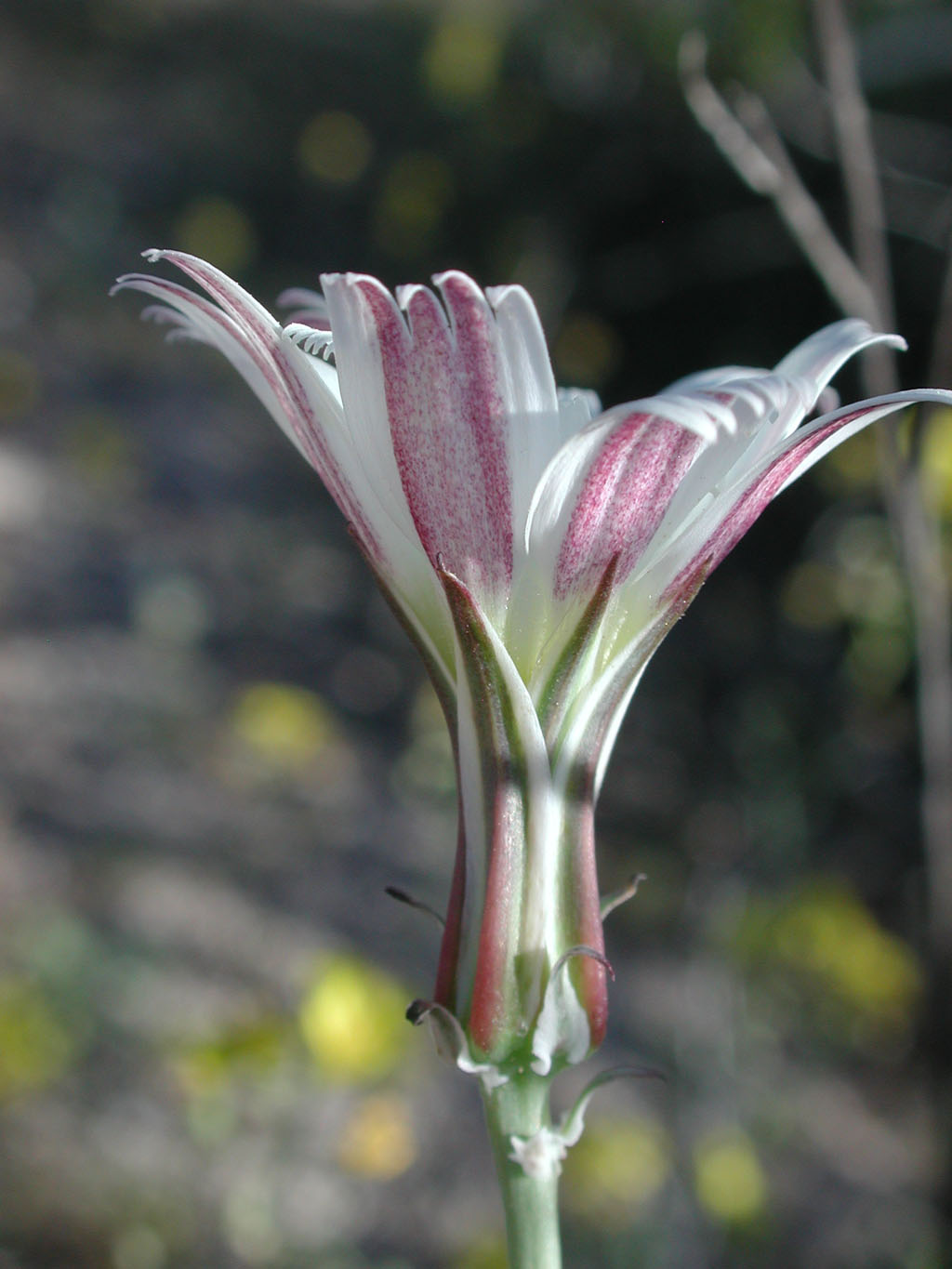
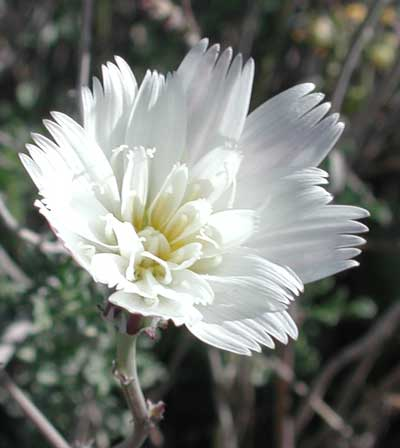
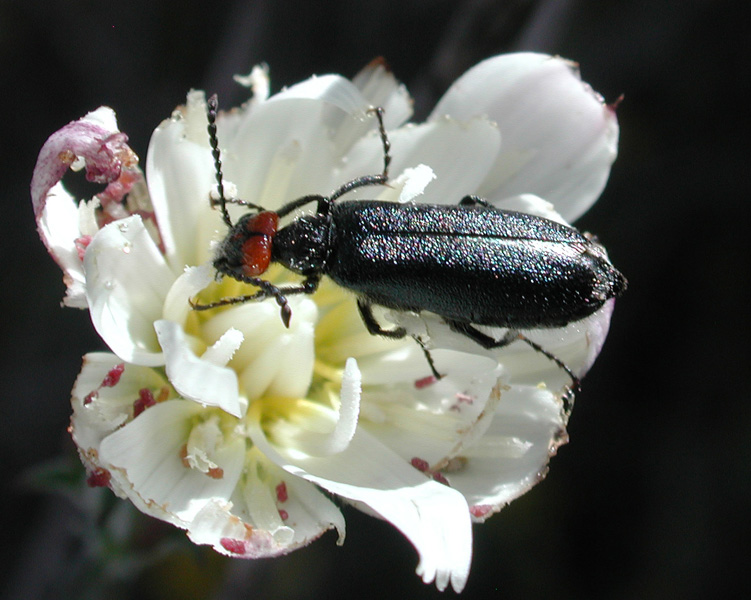